# Jacek Dubiel (lekarz)
Jacek Dubiel – polski kardiolog, profesor nauk medycznych.

## Życiorys
Dyplom lekarski otrzymał w 1965 r., stopień doktora nauk medycznych – w 1971 r., stopień doktora habilitowanego nauk medycznych – w 1982 r., a tytuł profesora nauk medycznych – w roku 1993. W latach 1967–2017 zatrudniony w Uniwersytecie Jagiellońskim.
Jego córką jest psychiatrka Dominika Dudek.